# Polen
Ne doit pas être confondu avec pollen.
Polen est un hameau qui fait partie de la commune de Delfzijl dans la province néerlandaise de Groningue.